# Гудима Руслан Петрович
Руслан Петрович Гудима (нар. 27 лютого 1974) — український футболіст, який грав на позиції півзахисника та нападника. Найбільш відомий за виступами у клубі «Волинь» у вищій лізі чемпіонату України, а також у низці клубів нижчих українських ліг.

## Клубна кар'єра
Руслан Гудима розпочав свою футбольну кар'єру в клубі перехідної ліги «Газовик» із Комарно в першому чемпіонаті незалежної України. За півроку клуб вийшов до другої української ліги, проте в команді Гудима ще грав лише півроку. У 1994 році футболіст отримав запрошення від вищолігового клубу «Волинь», у якому Заваляк дебютував у липні 1994 року. Проте у вищоліговій команді футболіст зіграв лише 1 матч у чемпіонаті України та один поєдинок Кубку України., та покинув команду. На початку 1995 року Руслан Гудима зіграв 12 матчів за клуб третьої української ліги «Авангард» із Жидачева. Після закінчення футбольного сезону грав у чемпіонаті області за городоцький «Колос». У 2000 році футболіст виїхав до США, де протягом 7 років грав за команду української діаспори «Крилаті» з Йонкерса.